# Patrik Pulkkinen
Patrik Pulkkinen (Helsinki, 14 de março de 2001) é um motociclista finlandês que disputou a temporada 2017 da Moto3 pela equipe Peugeot MC Saxoprint.

## Carreira
Pulkkinen disputou 2 temporadas da Red Bull MotoGP Rookies Cup entre 2015 e 2016, ficando em 19º e 14º lugares, respectivamente - seu melhor desempenho em provas foi no GP da República Tcheca, onde chegou na quinta posição na segunda corrida realizada no Circuito Masaryk.
Na Moto3, disputou as 18 provas do campeonato aos 16 anos de idade, e embora abandonasse apenas 3 vezes, o finlandês não conquistou nenhum resultado expressivo; a melhor posição de chegada foi um 22º lugar, obtido nas etapas da Países Baixos e do Japão. Ele não permaneceu para o campeonato de 2018 depois que a Peugeot decidiu retirar a equipe da categoria.

## Links
- Perfil no site da MotoGP (em inglês)